# Юго-Западный котлован
Юго-Западный котлован (Котлован на Юго-Западном жилмассиве или Озеро на Юго-Западном жилмассиве) — искусственный водоём на территории Юго-Западного жилмассива в Ленинском районе Новосибирска. Длина — 1,5 км, ширина — 200 м, максимальная глубина — 22 м.

## История
Озеро представляет собой заполненный водой карьер, образованный примерно в одно время с Юго-Западным жилмассивом. Отсюда для осушения находившегося рядом болота велась добыча песка — всего было извлечено 600 тысяч кубометров, после чего на поверхность вышли грунтовые воды, которые начали заполнять карьер.

## Запрет на купание
Юго-западный котлован — самый опасный для купания закрытый водоём Новосибирска. Озеро заполнено фрагментами арматуры и битого стекла. Опасность также представляют резкий спуск к воде, подводные ключи и воронки.
На прибрежной территории установлены таблицы «Купание запрещено», тем не менее многие отдыхающие пренебрегают правилами безопасности, что приводит к большому количеству несчастных случаев с летальным исходом.
Возле водоёма дежурят спасатели, в распоряжении которых есть катер для патрулирования акватории.

## Досуг
На побережье озера устроен пляж, организованы мангальные зоны.

## Экологические проблемы
Общественники и экологи регулярно очищают от мусора территорию возле озера, несмотря на это пляж водоёма загрязняется бытовыми отходами, которые оставляют отдыхающие.